# Xã Meadowlands, Quận St. Louis, Minnesota
Xã Meadowlands (tiếng Anh: Meadowlands Township) là một xã thuộc quận St. Louis, tiểu bang Minnesota, Hoa Kỳ. Năm 2010, dân số của xã này là 304 người.